# Nemėžis
Nemėžis (lengyelül: Niemież, tatárul Niemiez) falu Litvánia déli részén a vilniusi járásban. Lakói muszlim tatárok.

## Története

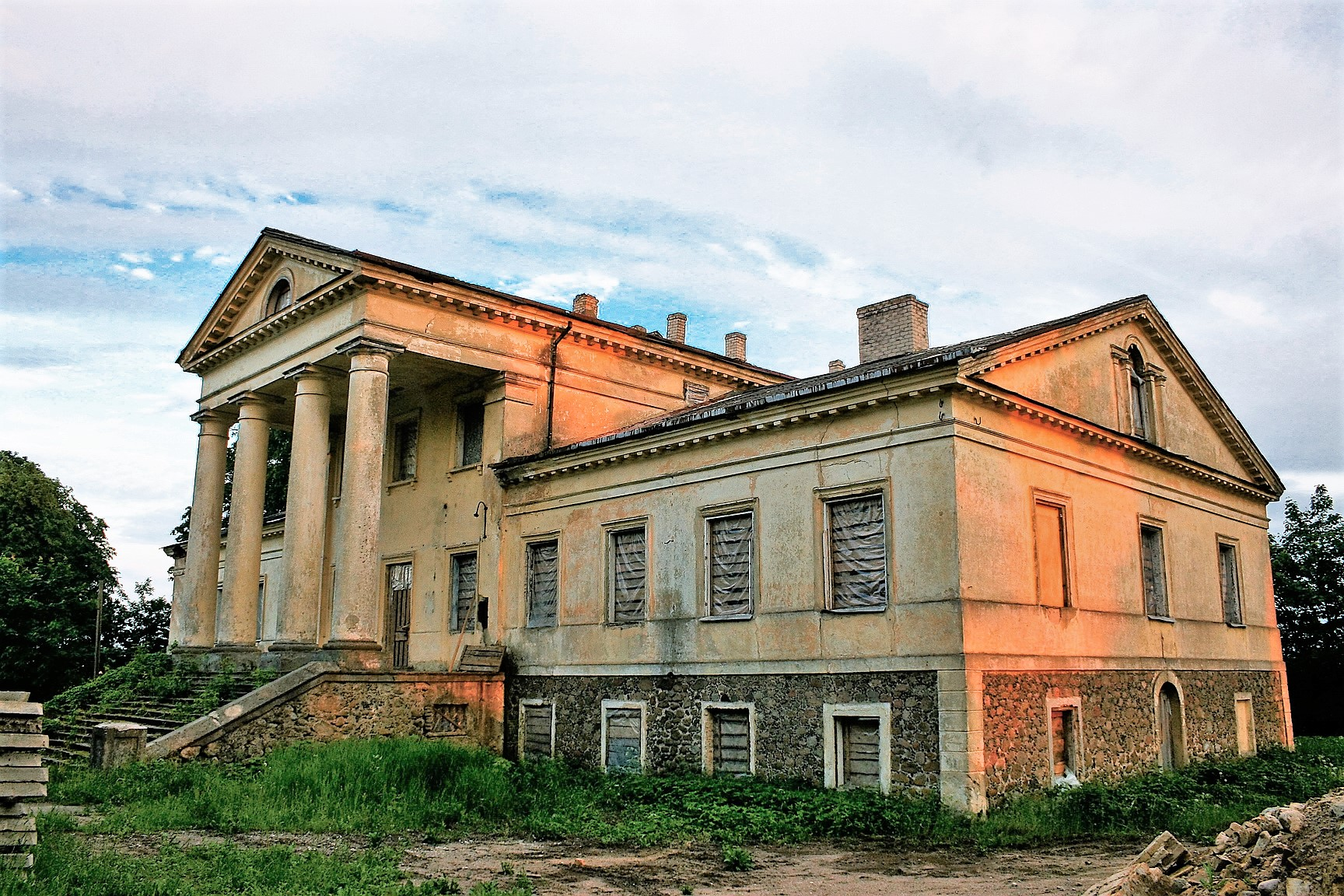
Mykolas Tiškevičius klasszicista kastélya

A XIV. században alapították a falut, ahol a tatárok már 1397-ben letelepednek. Első fából épült mecsetük 1684-ben épült, a ma látható egytornyos mecset a XX. század elejéről való. Litvániában hasonló mecset áll Keturiasdešimt Totorių, Ivie és Raiziai községekben, Lengyelországban pedig Bohonikiben és Kruszynianyban.
A XVI. századtól kezdve számos litván nemesi család birtokában volt a község. Itt kötötték meg 1656. november 3-án a niemieżai szerződést (más néven wilnai szerződést) a Lengyel–Litván Unió és az Orosz Cárság képviselői, amelyben a felek egyfelől lezárták az 1654–1667-es lengyel–orosz háborút, másfelől svéd-ellenes katonai szövetséget kötöttek az éppen folyó 1654–1667-es északi háborúra.
Mykolas Tiškevičius 1828-ban épített kastélya a falu másik büszkesége. Falai között ma régészeti gyűjteményt találunk.
A faluban található az UNESCO világörökségei közé tartozó Struve földmérő vonal három litvániai pontjának egyike.